# Велика Сошка (притока Кучургана)
Велика Сошка — річка в Україні, в межах Роздільнянського району Одеської області. Права притока Кучургану (басейн Дністра).

## Опис
Довжина річки 30 км. Більшу частину року пересихає.

## Розташування
Велика Сошка бере початок біля села Йосипівка, неподалік від кордону з Молдовою. Тече переважно на південний схід. Впадає в Кучурган між селами Багачеве і Водяне. Протікає також через села Унтилівка, Козацьке, Соше-Острівське, Кучурган.